# Елио ди Рупо
Елио ди Рупо (фр. Elio Di Rupo, Морланвелц, Белгија, 18. јул 1951) је белгијски политичар италијанског порекла. Ди Рупо је бивши премијер Белгије. Званично је ступио на дужност 6. децембра 2011, након рекордних 18 месеци (541 дан) у којима Белгија није имала владу. Наследио га је Шарл Мишел 2014. године. Председник је белгијске Социјалистичке странке.
Ди Рупо је први председник владе Белгије са француског говорног подручја у последњих 30 година и први отворено геј премијер у Европи.